# Comuna Harîtonivka, Sribne
Harîtonivka (în ucraineană Харитонівка) este o comună în raionul Sribne, regiunea Cernihiv, Ucraina, formată din satele Harîtonivka (reședința) și Skîbivșciîna.

## Demografie
Componența lingvistică a comunei Harîtonivka
     Ucraineană (97,34%)
     Rusă (2,66%)
Conform recensământului din 2001, majoritatea populației comunei Harîtonivka era vorbitoare de ucraineană (97,34%), existând în minoritate și vorbitori de rusă (2,66%).